# Franz Dienert
Franz Dienert (1 de gener de 1900 - 1978) fou un futbolista alemany. Va formar part de l'equip alemany a la Copa del Món de 1934.